# NGC 2513
NGC 2513 في الفهرس العام الجديد، هي مجرة، تقع في كوكبة السرطان. اكتشفت في 3 مارس 1786 بواسطة ويليام هيرشل.

## روابط خارجية
- NGC 2513 على موقع ويكي سكاي: DSS2, SDSS, GALEX, IRAS, Hydrogen α, X-Ray, Astrophoto, Sky Map, Articles and images